# Don't Give Up (Peter Gabriel en Kate Bush)
Don't Give Up is een nummer uit 1986, geschreven door Peter Gabriel, dat hij als single heeft opgenomen met Kate Bush en ook heeft gezongen met andere zangeressen.
Gabriel en Bush namen het nummer in 1985 op voor het album So. Als single werd Don't Give Up op 27 oktober 1986 uitgebracht. Het is geïnspireerd door de fotografie van Dorothea Lange, die de gevolgen van de Grote Depressie van de jaren dertig in de Verenigde Staten in beeld bracht. Gabriel vertaalde dit naar de economische crisis in het Verenigd Koninkrijk van de jaren tachtig. De songtekst vertelt het verhaal van de gedesillusioneerde man (Gabriel) die de wereld die hij ooit kende ziet ineenstorten en geen plaats meer ziet voor zichzelf, en de vrouw (Bush) die erop aandringt de moed niet op te geven en dat hij zich niet alleen hoeft te voelen. De bijbehorende videoclip, gemaakt door Godley & Creme, laat Gabriel en Bush in een omarming zien.

## Achtergrond
De plaat werd een hit in een aantal landen. In thuisland het Verenigd Koninkrijk bereikte de plaat de 9e positie in de UK Singles Chart. In Ierland werd de 4e positie bereikt, in Australië de 5e en in Nieuw-Zeeland de 9e positie. In Canada en de Verenigde Staten was het succes bescheiden met respectievelijk een 40e en een 72e positie.
In Nederland was de plaat op donderdag 13 november 1986 TROS Paradeplaat op Radio 3 en werd mede hierdoor een top 10-hit in de destijds twee hitlijsten op de nationale publieke popzender. De plaat bereikte de 4e positie in de Nederlandse Top 40 en de 5e positie in de Nationale Hitparade. In de Europese hitlijst op Radio 3, de TROS Europarade, werd de 23e positie bereikt.
In België bereikte de plaat de 9e positie in de Vlaamse Ultratop 50 en de 7e positie in de Vlaamse Radio 2 Top 30.
Het nummer leverde bij live-optredens soms problemen, omdat geen zangeres ingezet kon worden. Kate Bush ging toen al slechts zelden op tournee. Gabriel zong het lied ook met Paula Cole (bij de mondiale "Secret World"- tour in 1994), Ana Brun en Sinead O'Connor. De laatstgenoemde zong het nummer ook in de countryversie van Willie Nelson, een van de vele covers die gemaakt zijn van Don't Give Up. De bekendste is die van Bono en Alicia Keys, eind 2005 opgenomen ter gelegenheid van Wereld Aidsdag.

## Hitnoteringen

### Nederlandse Top 40
| "Don't Give Up" in de Nederlandse Top 40 - binnen 29-11-1986 | "Don't Give Up" in de Nederlandse Top 40 - binnen 29-11-1986 | "Don't Give Up" in de Nederlandse Top 40 - binnen 29-11-1986 | "Don't Give Up" in de Nederlandse Top 40 - binnen 29-11-1986 | "Don't Give Up" in de Nederlandse Top 40 - binnen 29-11-1986 | "Don't Give Up" in de Nederlandse Top 40 - binnen 29-11-1986 | "Don't Give Up" in de Nederlandse Top 40 - binnen 29-11-1986 | "Don't Give Up" in de Nederlandse Top 40 - binnen 29-11-1986 | "Don't Give Up" in de Nederlandse Top 40 - binnen 29-11-1986 | "Don't Give Up" in de Nederlandse Top 40 - binnen 29-11-1986 | "Don't Give Up" in de Nederlandse Top 40 - binnen 29-11-1986 | "Don't Give Up" in de Nederlandse Top 40 - binnen 29-11-1986 | "Don't Give Up" in de Nederlandse Top 40 - binnen 29-11-1986 | "Don't Give Up" in de Nederlandse Top 40 - binnen 29-11-1986 |
| Week                                                         | 1                                                            | 2                                                            | 3                                                            | 4                                                            | 5                                                            | 6                                                            | 7                                                            | 8                                                            | 9                                                            | 10                                                           | 11                                                           | 12                                                           |                                                              |
| ------------------------------------------------------------ | ------------------------------------------------------------ | ------------------------------------------------------------ | ------------------------------------------------------------ | ------------------------------------------------------------ | ------------------------------------------------------------ | ------------------------------------------------------------ | ------------------------------------------------------------ | ------------------------------------------------------------ | ------------------------------------------------------------ | ------------------------------------------------------------ | ------------------------------------------------------------ | ------------------------------------------------------------ | ------------------------------------------------------------ |
| Nummer                                                       | 32                                                           | 19                                                           | 13                                                           | 7                                                            | 7                                                            | 6                                                            | 4                                                            | 4                                                            | 10                                                           | 18                                                           | 26                                                           | 38                                                           | uit                                                          |

### Nationale Hitparade
| "Don't Give Up" in de Nationale Hitparade - binnen: 22-11-1986 | "Don't Give Up" in de Nationale Hitparade - binnen: 22-11-1986 | "Don't Give Up" in de Nationale Hitparade - binnen: 22-11-1986 | "Don't Give Up" in de Nationale Hitparade - binnen: 22-11-1986 | "Don't Give Up" in de Nationale Hitparade - binnen: 22-11-1986 | "Don't Give Up" in de Nationale Hitparade - binnen: 22-11-1986 | "Don't Give Up" in de Nationale Hitparade - binnen: 22-11-1986 | "Don't Give Up" in de Nationale Hitparade - binnen: 22-11-1986 | "Don't Give Up" in de Nationale Hitparade - binnen: 22-11-1986 | "Don't Give Up" in de Nationale Hitparade - binnen: 22-11-1986 | "Don't Give Up" in de Nationale Hitparade - binnen: 22-11-1986 | "Don't Give Up" in de Nationale Hitparade - binnen: 22-11-1986 | "Don't Give Up" in de Nationale Hitparade - binnen: 22-11-1986 | "Don't Give Up" in de Nationale Hitparade - binnen: 22-11-1986 | "Don't Give Up" in de Nationale Hitparade - binnen: 22-11-1986 | "Don't Give Up" in de Nationale Hitparade - binnen: 22-11-1986 | "Don't Give Up" in de Nationale Hitparade - binnen: 22-11-1986 | "Don't Give Up" in de Nationale Hitparade - binnen: 22-11-1986 |
| Week                                                           | 1                                                              | 2                                                              | 3                                                              | 4                                                              | 5                                                              | 6                                                              | 7                                                              | 8                                                              | 9                                                              | 10                                                             | 11                                                             | 12                                                             |                                                                | 13                                                             | 14                                                             | 15                                                             |                                                                |
| -------------------------------------------------------------- | -------------------------------------------------------------- | -------------------------------------------------------------- | -------------------------------------------------------------- | -------------------------------------------------------------- | -------------------------------------------------------------- | -------------------------------------------------------------- | -------------------------------------------------------------- | -------------------------------------------------------------- | -------------------------------------------------------------- | -------------------------------------------------------------- | -------------------------------------------------------------- | -------------------------------------------------------------- | -------------------------------------------------------------- | -------------------------------------------------------------- | -------------------------------------------------------------- | -------------------------------------------------------------- | -------------------------------------------------------------- |
| Nummer                                                         | 34                                                             | 20                                                             | 15                                                             | 13                                                             | 10                                                             | 5                                                              | 7                                                              | 10                                                             | 15                                                             | 28                                                             | 36                                                             | 48                                                             | uit                                                            | 73                                                             | 73                                                             | 83                                                             | uit                                                            |

### TROS Europarade
Hitnotering: 30-11-1986 t/m 18-01-1987. Hoogste notering: #23 (1 week).

### NPO Radio 2 Top 2000
| Nummer met noteringen in de NPO Radio 2 Top 2000 | '99 | '00 | '01 | '02 | '03 | '04 | '05 | '06 | '07 | '08 | '09 | '10 | '11 | '12 | '13 | '14 | '15 | '16 | '17 | '18 | '19 | '20 | '21 | '22 | '23 | '24 |
| ------------------------------------------------ | --- | --- | --- | --- | --- | --- | --- | --- | --- | --- | --- | --- | --- | --- | --- | --- | --- | --- | --- | --- | --- | --- | --- | --- | --- | --- |
| Don't Give Up                                    | 171 | 162 | 183 | 172 | 213 | 193 | 155 | 194 | 238 | 184 | 255 | 219 | 279 | 237 | 238 | 190 | 254 | 309 | 302 | 295 | 341 | 289 | 308 | 305 | 296 | 307 |

1. ↑  Een vetgedrukt getal geeft de hoogste notering aan.